# 水筒先町
水筒先町（すいとうさきまち）は、かつて存在した愛知県名古屋市東区の地名。1981年（昭和56年）に町域全域において住居表示が実施され、現存しない。

## 歴史

### 町名の由来
建中寺の堀から取った水を流す樋が南北方向に引かれていた道筋の町であったことからこの名がついた。水塘先町・水道先町との表記もみられたとされる。町名としての名残は、交差点名（北から順に「水筒先北」「桜通水筒先」「錦通水筒先」）に残されている。

### 沿革
- 江戸時代 - 名古屋城下町に水筒先町として所在[4]。
- 1878年（明治11年）12月20日 - 名古屋区成立に伴い、同区水筒先町となる[4]。
- 1889年（明治22年）10月1日 - 名古屋市成立に伴い、同市水筒先町となる[4]。
- 1908年（明治41年）4月1日 - 東区に編入され、同区水筒先町となる[4]。
- 1941年（昭和16年）12月10日 - 裏筒井町・筒井町・手代町・竪代官町・往還町・石神堂町・布池町・板屋町・安房町の各一部を編入し、一部が往還町に編入される[4]。
- 1942年（昭和17年）10月20日 - 一部が車道町に編入される[4]。
- 1981年（昭和56年）9月13日 - 全域が筒井二丁目および葵二丁目・代官町に編入され、消滅[4]。